# Gertrud Thankus
Gertrud Thankus, född 5 januari 1921 i Göteborg, död 15 maj 1965 i Göteborg, var en svensk målare, tecknare och grafiker.
Hon var dotter till prokuristen Thanhold Thankus och läraren Sara Eva Pollack och gift första gången 1943–1947 med reklamchefen Salomon Danoff och andra gången från 1958 med civilingenjören Hans Elias Metz. Hon bedrev först privata konststudier för olika konstnärer innan hon studerade vid Valands målarskola i Göteborg 1951–1956, därefter bedrev hon självstudier under resor till Fårö, Norge, Israel och Nederländerna. Hon tilldelades ett stipendium från Svensk-norska samarbetsfonden 1964. Tillsammans med Eva Berggren ställde hon ut i Göteborg 1958 och tillsammans med Chenia Ekström ställde hon ut på Färg och Form i Stockholm 1961. Hon medverkade i Stockholmssalongerna på Liljevalchs konsthall och Göteborgs konstförenings Decemberutställningar på Göteborgs konsthall. Hon dekorerade 1963 restaurang Hong Kong i Stockholm med temperamålningar inspirerade av en gammalkinesisk konst. Hennes konst består av porträtt och  landskap utförda i olja, akvarell, teckning och lavering. Thankus är representerad vid Moderna museet och Göteborgs museum.